# رودیکا دونکا
رودیکا دونکا (به انگلیسی: Rodica Dunca) ژیمناست زادهٔ ۱۶ مهٔ ۱۹۶۵ میلادی اهل کشور رومانی است.